# راسموس بيترسن
راسموس بيترسن (بالنرويجية: Rasmus Pettersen)‏ (و. 1877 – 1957 م) هو لاعب جمباز فني نرويجي، ولد في تروندهايم، شارك في الألعاب الأولمبية الصيفية 1906، توفي في تروندهايم، عن عمر يناهز 80 عاماً.

## روابط خارجية
- راسموس بيترسن على موقع أوليمبيديا (الإنجليزية)